# Ministri delle partecipazioni statali della Repubblica Italiana
I ministri delle partecipazioni statali della Repubblica Italiana si sono avvicendati dal 1957 al 1994, quando il dicastero fu soppresso a seguito dell'esito favorevole di un referendum abrogativo.

## Lista
| Ministro                                                   | Ministro         | Ministro                                  | Partito                                   | Governo              | Mandato          | Mandato          | Leg.           |
| Ministro                                                   | Ministro         | Ministro                                  | Partito                                   | Governo              | Inizio           | Fine             | Leg.           |
| ---------------------------------------------------------- | ---------------- | ----------------------------------------- | ----------------------------------------- | -------------------- | ---------------- | ---------------- | -------------- |
|                                                            |                  | Giuseppe Togni (1903-1981)                | Democrazia Cristiana                      | Segni I              | 2 marzo 1957     | 20 maggio 1957   | II             |
|                                                            |                  | Giorgio Bo (1905-1980)                    | Democrazia Cristiana                      | Zoli                 | 20 maggio 1957   | 2 luglio 1958    | II             |
|                                                            |                  | Edgardo Lami Starnuti (1887-1968)         | Partito Socialista Democratico Italiano   | Fanfani II           | 2 luglio 1958    | 16 febbraio 1959 | III            |
|                                                            |                  | Mario Ferrari Aggradi (1916-1997)         | Democrazia Cristiana                      | Segni II             | 16 febbraio 1959 | 26 marzo 1960    | III            |
| Tambroni                                                   | 26 marzo 1960    | Mario Ferrari Aggradi (1916-1997)         | Democrazia Cristiana                      | 27 luglio 1960       |                  |                  | III            |
|                                                            |                  | Giorgio Bo (1905-1980)                    | Democrazia Cristiana                      | Fanfani III          | 27 luglio 1960   | 22 febbraio 1962 | III            |
| Fanfani IV                                                 | 22 febbraio 1962 | Giorgio Bo (1905-1980)                    | Democrazia Cristiana                      | 22 giugno 1963       |                  |                  | III            |
| Leone I                                                    | 22 giugno 1963   | Giorgio Bo (1905-1980)                    | Democrazia Cristiana                      | 5 dicembre 1963      | IV               |                  |                |
| Moro I                                                     | 5 dicembre 1963  | Giorgio Bo (1905-1980)                    | Democrazia Cristiana                      | 23 luglio 1964       | IV               |                  |                |
| Moro II                                                    | 23 luglio 1964   | Giorgio Bo (1905-1980)                    | Democrazia Cristiana                      | 24 febbraio 1966     | IV               |                  |                |
| Moro III                                                   | 24 febbraio 1966 | Giorgio Bo (1905-1980)                    | Democrazia Cristiana                      | 25 giugno 1968       | IV               |                  |                |
| Leone II                                                   | 25 giugno 1968   | Giorgio Bo (1905-1980)                    | Democrazia Cristiana                      | 13 dicembre 1968     | V                |                  |                |
|                                                            |                  | Arnaldo Forlani (1925-2023)               | Democrazia Cristiana                      | Rumor I              | V                | 13 dicembre 1968 | 6 agosto 1969  |
|                                                            |                  | Franco Maria Malfatti (1927-1991)         | Democrazia Cristiana                      | Rumor II             | V                | 6 agosto 1969    | 28 marzo 1970  |
|                                                            |                  | Flaminio Piccoli (1915-2000)              | Democrazia Cristiana                      | Rumor III            | V                | 28 marzo 1970    | 6 agosto 1970  |
| Colombo                                                    | 6 agosto 1970    | Flaminio Piccoli (1915-2000)              | Democrazia Cristiana                      | 18 febbraio 1972     | V                |                  |                |
| Andreotti I                                                | 18 febbraio 1972 | Flaminio Piccoli (1915-2000)              | Democrazia Cristiana                      | 31 maggio 1972       | V                |                  |                |
|                                                            |                  | Giulio Andreotti (ad interim) (1919-2013) | Democrazia Cristiana                      | Andreotti I          | V                | 31 maggio 1972   | 26 giugno 1972 |
|                                                            |                  | Mario Ferrari Aggradi (1916-1997)         | Democrazia Cristiana                      | Andreotti II         | 26 giugno 1972   | 8 luglio 1973    | VI             |
|                                                            |                  | Antonino Pietro Gullotti (1922-1989)      | Democrazia Cristiana                      | Rumor IV             | 8 luglio 1973    | 15 marzo 1974    | VI             |
| Rumor V                                                    | 15 marzo 1974    | Antonino Pietro Gullotti (1922-1989)      | Democrazia Cristiana                      | 23 novembre 1974     |                  |                  | VI             |
|                                                            |                  | Antonio Bisaglia (1929-1984)              | Democrazia Cristiana                      | Moro IV              | 23 novembre 1974 | 12 febbraio 1976 | VI             |
| Moro V                                                     | 12 febbraio 1976 | Antonio Bisaglia (1929-1984)              | Democrazia Cristiana                      | 30 luglio 1976       |                  |                  | VI             |
| Andreotti III                                              | 30 luglio 1976   | Antonio Bisaglia (1929-1984)              | Democrazia Cristiana                      | 13 marzo 1978        | VII              |                  |                |
| Andreotti IV                                               | 13 marzo 1978    | Antonio Bisaglia (1929-1984)              | Democrazia Cristiana                      | 21 marzo 1979        | VII              |                  |                |
| Andreotti V                                                | 21 marzo 1979    | Antonio Bisaglia (1929-1984)              | Democrazia Cristiana                      | 5 agosto 1979        | VII              |                  |                |
|                                                            |                  | Siro Lombardini (1924-2013)               | Democrazia Cristiana                      | Cossiga I            | 5 agosto 1979    | 4 aprile 1980    | VIII           |
|                                                            |                  | Gianni De Michelis (1940-2019)            | Partito Socialista Italiano               | Cossiga II           | 4 aprile 1980    | 18 ottobre 1980  | VIII           |
| Forlani                                                    | 18 ottobre 1980  | Gianni De Michelis (1940-2019)            | Partito Socialista Italiano               | 28 giugno 1981       |                  |                  | VIII           |
| Spadolini I                                                | 28 giugno 1981   | Gianni De Michelis (1940-2019)            | Partito Socialista Italiano               | 23 agosto 1982       |                  |                  | VIII           |
| Spadolini II                                               | 23 agosto 1982   | Gianni De Michelis (1940-2019)            | Partito Socialista Italiano               | 1º dicembre 1982     |                  |                  | VIII           |
| Fanfani V                                                  | 1º dicembre 1982 | Gianni De Michelis (1940-2019)            | Partito Socialista Italiano               | 4 agosto 1983        |                  |                  | VIII           |
|                                                            |                  | Clelio Darida (1927-2017)                 | Democrazia Cristiana                      | Craxi I              | 4 agosto 1983    | 1º agosto 1986   | IX             |
| Craxi II                                                   | 1º agosto 1986   | Clelio Darida (1927-2017)                 | Democrazia Cristiana                      | 18 aprile 1987       |                  |                  | IX             |
| Fanfani VI                                                 | 18 aprile 1987   | Clelio Darida (1927-2017)                 | Democrazia Cristiana                      | 29 luglio 1987       |                  |                  | IX             |
|                                                            |                  | Luigi Granelli (1929-1999)                | Democrazia Cristiana                      | Goria                | 29 luglio 1987   | 13 aprile 1988   | X              |
|                                                            |                  | Carlo Fracanzani (1935)                   | Democrazia Cristiana                      | De Mita              | 13 aprile 1988   | 23 luglio 1989   | X              |
| Andreotti VI                                               | 23 luglio 1989   | Carlo Fracanzani (1935)                   | Democrazia Cristiana                      | 27 luglio 1990       |                  |                  | X              |
| Andreotti VI                                               |                  |                                           | Franco Piga (1927-1990)                   | Democrazia Cristiana | 27 luglio 1990   | 26 dicembre 1990 | X              |
| Andreotti VI                                               |                  |                                           | Giulio Andreotti (ad interim) (1919-2013) | Democrazia Cristiana | 26 dicembre 1990 | 13 aprile 1991   | X              |
| Andreotti VII                                              | 13 aprile 1991   | 28 giugno 1992                            | Giulio Andreotti (ad interim) (1919-2013) | Democrazia Cristiana |                  |                  | X              |
|                                                            |                  | Giuseppe Guarino (ad interim) (1922-2020) | Democrazia Cristiana                      | Amato I              | 28 giugno 1992   | 29 aprile 1993   | XI             |
| Ministri per il riordinamento delle partecipazioni statali |                  |                                           |                                           |                      |                  |                  |                |
|                                                            |                  | Paolo Baratta (1939)                      | Indipendente                              | Ciampi               | 29 aprile 1993   | 11 maggio 1994   | XI             |